# ويليام جويل بلاس
ويليام جويل بلاس هو محامي وقاضي وسياسي أمريكي، ولد في 19 أكتوبر 1917 في كلينتون في الولايات المتحدة، وتوفي في 23 أكتوبر 2012 في باس كريستيان في الولايات المتحدة. انتخب عضو مجلس نواب مسيسيبي ‏.